# Brañes
Brañes es una parroquia del municipio de Oviedo, Asturias (España), y un lugar de dicha parroquia. 
La parroquia, situada en el extremo noroccidental del municipio, limita con los concejos de Llanera y Las Regueras, y con las parroquias ovetenses de Villapérez, Loriana y Lillo. Tiene una extensión de 9,11 km² en los que habitan un total de 76 personas, de las que 40 son hombres y 36 son mujeres (INE). Según el nomenclátor comprende las siguientes entidades de población:
- Ajuyán (aldea);
- Brañes (lugar);
- Las Cabañas (casería);
- El Castiello (lugar);
- Escontiella (casería);
- La Venta (casería);
- El Violeo (casería)

El lugar de Brañes se sitúa a una altitud de 200 metros y dista 7,7 km de la ciudad de Oviedo, capital municipal. En el año 2015 tenía una población de 28 habitantes (INE), de poblamiento diseminado, de los que 14 son mujeres y 14 son hombres.. En el año 2000 fue nombrado pueblo ejemplar por el Ayuntamiento de Oviedo en su cuarta edición.

## Demografía
| Gráfica de evolución demográfica de Brañes entre 2000 y 2015 |
|                                                              |